# Aechmea bracteata

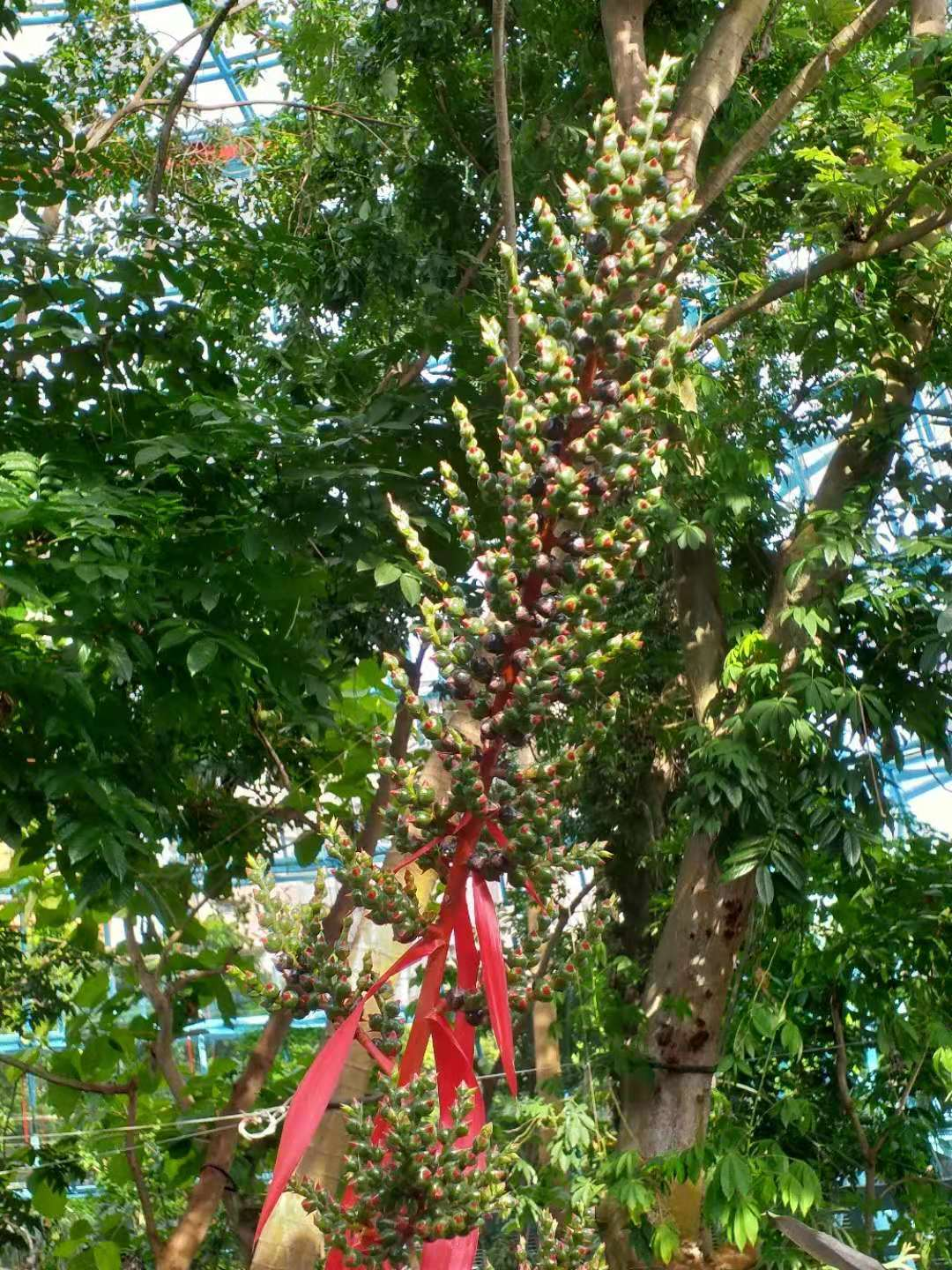
Aechmea bracteata

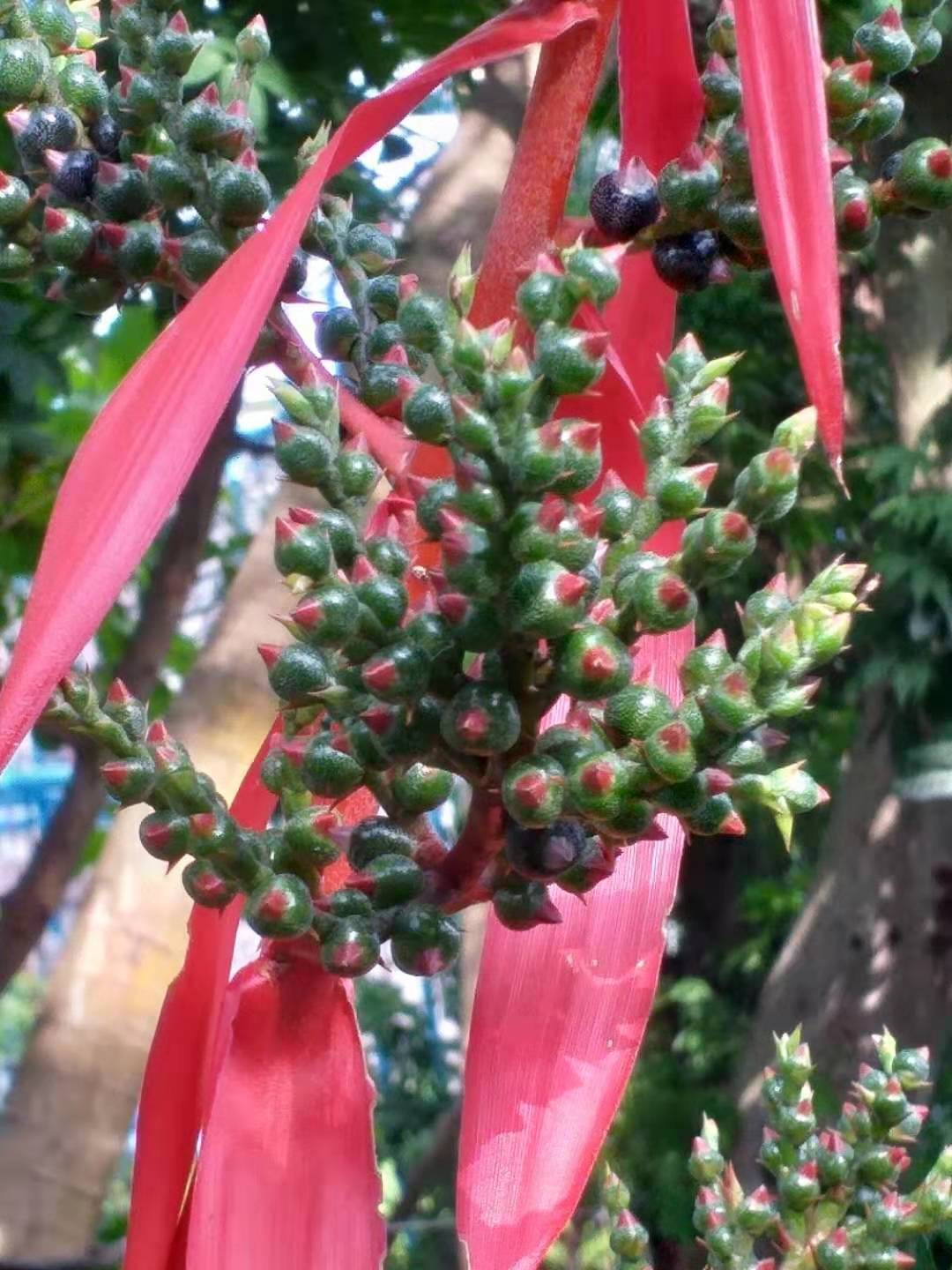
Aechmea bracteata

Aechmea bracteata es una especie del género Aechmea. Esta especie es nativa de Costa Rica, México y Venezuela.

## Descripción
Son epífitas, que alcanzan un tamaño de 90–200 cm de alto en flor. Hojas 79–120 cm de largo; vainas ovadas a elípticas, 12–18 cm de ancho, enteras, densamente punteadas con tricomas lepidotos cafés; láminas liguladas a ampliamente triangulares, 5–8 cm de ancho, (agudas) atenuadas, glabrescentes en la haz, espinoso-dentadas, cinéreo-lepidotas en el envés. Escapo erecto, 50–150 cm de largo, localmente flocoso, brácteas erectas hasta ligeramente divergentes, más cortas hasta más largas que los entrenudos, enteras o escasamente serradas distalmente; inflorescencia 2 o 3-pinnado compuesta proximalmente, tornándose 1-pinnado compuesta distalmente, raquis 40–120 cm de largo, típicamente con 50 espigas o más, brácteas primarias inferiores hasta 14 (–21) cm de largo, las medias y superiores muy reducidas, márgenes enteros (escasamente serrulados); espigas con 4–12 flores dísticas, patentes en la madurez, brácteas florales suborbiculares a ampliamente ovadas, 0.5–1.1 cm de largo, más cortas que el ovario hasta más largas, mucronadas a agudas y apiculadas, glabrescentes a aracnoides, flores sésiles; sépalos 4–5 mm de largo, libres a connados menos de 1 mm de su longitud, asimétricos, agudos y mucronados, glabros o glabrescentes; pétalos amarillos, lilas o verdes (?).

## Cultivares
- Aechmea 'Tritone'

## Taxonomía
Aechmea bracteata fue descrita por (Sw.) Griseb. y publicado en Flora of the British West Indian Islands 592. 1864.
Etimología
Ver: Aechmea
bracteata: epíteto latino que significa "con brácteas".
Sinonimia
- Aechmea barleei Baker
- Aechmea bracteata var. pacifica Beutelsp.
- Aechmea isabellina Baker
- Aechmea laxiflora Benth.
- Aechmea macracantha Brongn. ex André
- Aechmea regularis Baker
- Aechmea schiedeana Schltdl.
- Bromelia bracteata Sw.
- Hohenbergia bracteata (Sw.) Baker
- Hohenbergia bracteata Beer
- Hohenbergia laxiflora (Benth.) Baker
- Hoplophytum bracteatum (Sw.) K.Koch
- Tillandsia spinosa Sessé & Moc.[3][4]